# Tercera batalla de Petersburg

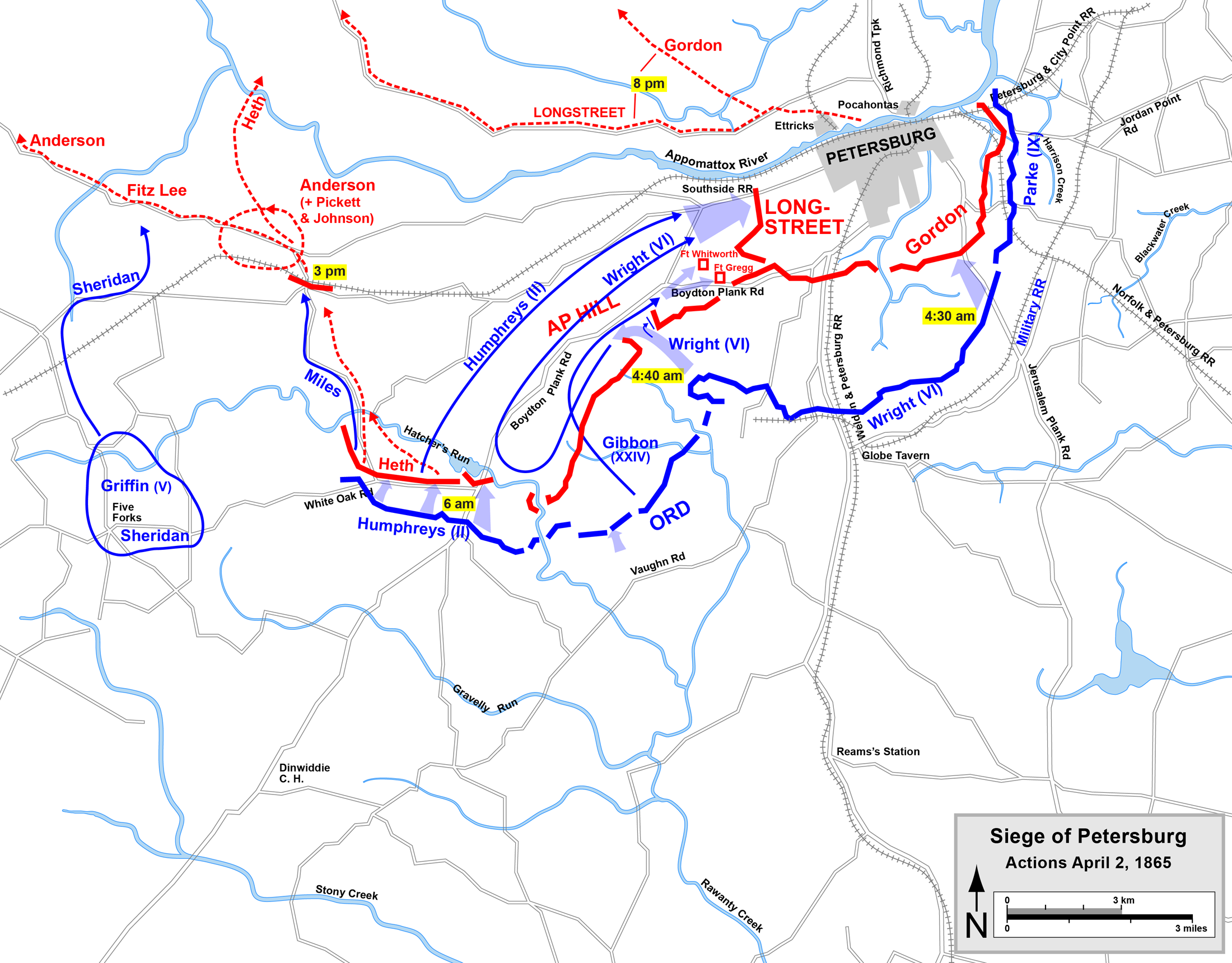
Asalto de Grant de Petersburg y retirada de Lee
Confederación
Unión

La tercera batalla de Petersburg, también conocida como el Avance en Petersburg o la Caída de Petersburg, se libró el 3 de abril de 1865, al sur y suroeste de Petersburg, Virginia, al final de la Campaña  de Petersburgo de 292 días (a veces llamada Asedio de Petersburg) y en la etapa inicial de la Campaña de Appomattox cerca de la conclusión de la guerra de Secesión. 
Esa batalla fue un asalto decisivo de la Unión contra las trincheras confederadas en ese lugar, que puso fin al asedio de diez meses de Petersburg y condujo a la toma de Petersburg y Richmond, Virginia, por parte de la Unión.

## Antecedentes
La Campaña de Petersburg comenzó de lleno, cuando Grant cruzó el río James el 15 de junio de 1864 antes de que Lee se percatara de ello a tiempo acerca de sus intenciones. Eso le dio la posibilidad de atacar luego Petersburg, el centro de suministro de la capital confederada Richmond con la mayor parte de la Confederación.
Sin embargo no logró apoderarse de la ciudad de una pequeña fuerza de defensores confederados en la Segunda Batalla de Petersburg del 15 al 18 de junio de 1864, mientras que Lee llegó a tiempo para reforzar durante la batalla las defensas, lo que detuvo la ofensiva de la Unión al respecto. Por ello el general en jefe de la Unión, Ulysses S. Grant, tuvo que llevar a cabo una campaña de guerra de trincheras y de desgaste, en la que las fuerzas de la Unión intentaron desgastar al ejército confederado más pequeño, destruyendo o cortando para ello las fuentes de suministro y las líneas de suministro a Petersburg y Richmond y extendiendo para ello también las líneas defensivas. Los confederados pudieron defenderse eficazmente adoptando una estrategia defensiva y utilizando hábilmente trincheras y fortificaciones de campo. Sin embargo las líneas se diluyeron cada vez más a causa de la estrategia de la Unión hasta que la Unión pudo cortar así con el tiempo las líneas de ferrocarril de Petersburg hasta finalmente cortar la última después de vencer a los confederados en la batalla de Five Forks el 1 de abril de 1865. 
Cuando Grant recibió la noticia de la victoria en Five Forks, él, consciente de la situación óptima de la Unión, dio la orden al Ejército de la Unión (Ejército del Potomac, Ejército de Shenandoah y Ejército del James) de lanzar un asalto general al Ejército Confederado del Norte de Virginia del General Robert E. Lee. en Petersburg, en sus trincheras y fortificaciones al día siguiente.

## La batalla
Esa batalla empezó el 2 de abril de 1865 a las 4:30 a. m. después de que la artillería de la Unión bombardease las líneas confederadas con sus cañones, un bombardeo que empezó a las 10:00 p. m. del día anterior y que duró durante dos horas. 
En al frente del este el IX Cuerpo se enfrentó a una resistencia muy fuerte en el Fuerte Mahone por parte de las fuertes defensas de la Confederación, que había allí, lo que llevó a una serie de ataques y contraataques en ese lugar, que hicieron imposible para la Unión romper ese frente. Eso no era el caso en el frente del sudeste, donde las líneas estaban tan largas y debilitadas por las maniobras de Grant. Allí el VI Cuerpo de la Unión pudo romper el frente en Boyd Plank Road durante esos combates, en los que el comandante del cuerpo confederado, teniente general A.P. Hill murió. Como las fuerzas confederadas en el Fuerte Mahone estaban expuestos a un ataque del IX Cuerpo, ellos no pudieron recibir por ello refuerzos de allí para detener a los federales.
Luego  el VI Cuerpo, después de penetrar las defensas confederadas, avanzaron hacia el este en dirección a Petersburg hacia el Fuerte Gregg, donde fueron parados por tropas confederadas. Mientras tanto Sheridan, después de la victoria del día anterior, avanzó hacia Southside Rairoad y cortó así la última líneas de suministro hacia Petersburg. Finalmente, mientras que el VI Cuerpo se ocupaba de los restantes soldados de la Confederación en el lugar con la ayuda del II Cuerpo, que se juntó luego al VI Cuerpo aprovechándose de la situación, el XXIV Cuerpo, que también se unió al VI Cuerpo en el asalto poco tiempo después, asaltó el Fuerte Gregg y el Fuerte Whitworth cerca de él, dos fuertes construidos como última línea de defensa en ese lugar. 
Allí los desesperados defensores confederados, mucho menores en número, detuvieron, a pesar de todo, en una desesperada defensa el avance de la Unión el tiempo suficiente para que Lee organizase una última defensa que diese el tiempo suficiente a los funcionarios del gobierno confederado y a la mayoría del ejército confederado restante, incluidas las fuerzas de defensa locales y algunos miembros del personal de la Armada confederada, de poder huir de Petersburg y de la capital confederada de Richmond, Virginia, durante la noche del 2 al 3 de abril.
En esa retirada Richmond cayó pasto de las llamas a causa de la decisión confederada de quemar todo lo que fuese útil para la Unión allí antes de retirarse. Aunque no era la intención, ese fuego luego se extendió por la capital destruyendo su centro.

## Consecuencias
Después Lee hizo su retirada final en una vana esperanza de juntarse con las tropas del general Johnstone para atrincherarse  y así, tal vez, recuperar otra vez la iniciativa. Sin embargo fue perseguido por la Unión, que cortó su camino hacia allí en Appomattox, lo que culminó en su rendición en Appomattox Court House el 9 de abril, la cual significó el fin de la guerra civil.